# Cerastium theophrasti
Cerastium theophrasti är en nejlikväxtart som beskrevs av H. Merxmüller och Arne Strid 1977. Cerastium theophrasti ingår i släktet arvar, och familjen nejlikväxter. Inga underarter finns listade i Catalogue of Life.